# 卧龙街道 (本溪市)
卧龙街道，是中华人民共和国辽宁省本溪市明山区下辖的一个乡镇级行政单位。

## 行政区划
卧龙街道下辖以下地区：
卧龙社区、绢纺社区、惠民社区、二纺社区、卧龙村、欢喜岭村、兴隆山村、三家子村、大阳村、韩家村、金坑村、大浓湖村和卧龙工业园区。